# Леква-Теемане
Леква-Теемане (Lekwa-Teemane) — местный муниципалитет в районе Рутх Сегомотси Момпати Северо-Западной провинции (ЮАР). Административный центр — Христиана. Название муниципалитета образовано из слов языка тсвана означающих реку Вааль («Леква») и «алмаз» («Теемане»). Расположен в 400 км к юго-западу от Претории, столицы страны.

## Население
В 2011 году в муниципалитете проживало 53 248 жителей в 14 930 домашних хозяйствах на общей площади 3681,20 км².

## Климат
Средняя температура - 20°С. Самый жаркий месяц - январь, 28°С, самый холодный июнь, 10° С.  Среднее количество осадков составляет 487 миллиметров в год. Самый влажный месяц — декабрь, когда выпадает 108 миллиметров осадков, а самый сухой - май, 2 миллиметра.